# Episodi di Médico de familia (prima stagione)
La prima stagione di Médico de familia è stata trasmessa in prima visione TV dal 15 settembre al 12 dicembre 1995.
| nº | Titolo                        | Prima TV Spagna   |
| -- | ----------------------------- | ----------------- |
| 1  | Casa nueva                    | 15 settembre 1995 |
| 2  | Cuestión de imagen            | 19 settembre 1995 |
| 3  | La fuga de Alberto            | 26 settembre 1995 |
| 4  | El cumpleaños de María        | 3 ottobre 1995    |
| 5  | Chocolate                     | 10 ottobre 1995   |
| 6  | Debajo del puente             | 17 ottobre 1995   |
| 7  | Malos humos                   | 24 ottobre 1995   |
| 8  | Buenas migas                  | 31 ottobre 1995   |
| 9  | Un beso en la boca            | 7 novembre 1995   |
| 10 | Bailes de salón               | 14 novembre 1995  |
| 11 | La chacha que surgió del frío | 21 novembre 1995  |
| 12 | Mentiras verdaderas           | 28 novembre 1995  |
| 13 | Nivel 2                       | 5 dicembre 1995   |
| 14 | Dile a Alicia que la quieres  | 12 dicembre 1995  |